# Kalanit Grill-Spector
Kalanit Grill-Spector (* vor 1970 in Israel) ist eine israelische Psychologin und Professorin für Psychologie an der Stanford University sowie am Stanford Neurosciences Institute. Sie ist bekannt für ihre fMRT Adaptation, eine Technik, mit deren Hilfe es ermöglicht wird zu untersuchen, wie das Gehirn auf die lange Darbietung von Stimuli reagiert.

## Leben
Grill-Spector studierte von 1987 bis 1990 Electrical Engineering and Computer Science an der Ben-Gurion-Universität im Negev. 1994 setzte sie ihre Studien am Weizmann-Institut für Wissenschaften fort, wo sie 1999 einen Ph.D. erwarb. Die Jahre 1999 bis 2001 verbrachte sie als Postdoktorandin am Massachusetts Institute of Technology, bevor sie einem Ruf an die Stanford University folgte.

## Auszeichnungen
Grill-Spector wurde mit diversen Forschungsstipendien ausgezeichnet – unter anderem mit dem Human Sciences Frontier Fellowship, dem Sloan Fellowship und dem Klingenstein Fellowship in Neuroscience. Weiterhin war sie von 2008 bis 2012 als Editor beim Journal of Vision und von 2016 bis 2018 beim Journal Neuropsychologia tätig.

## Schriften
- Kalanit Grill-Spector, Zoe Kourtzi, Nancy Kanwisher: The lateral occipital complex and its role in object recognition. In: Vision Research. Volume 41, Nr. 10–11, 2001, S. 1409–1422, doi:10.1016/S0042-6989(01)00073-6.

- Kalanit Grill-Spector, Rafael Malach: THE HUMAN VISUAL CORTEX. In: Annual Review of Neuroscience. 27,1, 2004, S. 649–677.
- Kalanit Grill-Spector, Richard Henson, Alex Martin: Repetition and the brain: neural models of stimulus-specific effects. In: Trends in Cognitive Sciences.  Volume 10, Nr. 1, 2006, S. 14–23, doi:10.1016/j.tics.2005.11.006.

- Kalanit Grill-Spector, Golijeh Golarai, John Gabrieli: Developmental neuroimaging of the human ventral visual cortex. In: Trends in Cognitive Sciences. Volume 12, Nr. 4, 2008, S. 152–162, doi:10.1016/j.tics.2008.01.009.

- H. P. Op de Beeck, J. J. Dicarlo, J. B. Goense, K. Grill-Spector, A. Papanastassiou, M. Tanifuji, D. Y. Tsao: Fine-scale spatial organization of face and object selectivity in the temporal lobe: do functional magnetic resonance imaging, optical imaging, and electrophysiology agree? In: J Neurosci. Band 28, Nr. 46, 12. Nov 2008, S. 11796–11801. doi:10.1523/JNEUROSCI.3799-08.2008.
- M. Grotheer, E. Kubota, K. Grill-Spector: Establishing the functional relevancy of white matter connections in the visual system and beyond. In: Brain Struct Funct. Band 227, 2022, S. 1347–1356. doi:10.1007/s00429-021-02423-4.

- Himmelberg, M. M., Tünçok, E., Gomez, J., Grill-Spector, K., Carrasco, M., & Winawer, J. (2023): Comparing retinotopic maps of children and adults reveals a late-stage change in how V1 samples the visual field. Nature communications, 14(1), 1561.

- Emily Kubota, Kalanit Grill-Spector, Marisa Nordt: Rethinking cortical recycling in ventral temporal cortex. In: Trends in Cognitive Sciences. Volume 28, Nr. 1, 2024, S. 8–17, doi:10.1016/j.tics.2023.09.006.

- E. Margalit, H. Lee, D. Finzi, J. J. DiCarlo, K. Grill-Spector, D. L. K. Yamins: A unifying framework for functional organization in early and higher ventral visual cortex. In: Neuron. Band 112, Nr. 14,8. Mai 2024, S. 2435–2451. doi:10.1016/j.neuron.2024.04.018.